# Révész László László
Révész László László (Budapest, 1957. május 27. – Budapest, 2021. március 11.) magyar képzőművész.

## Pályafutása
1977–1981 között a Magyar Képzőművészeti Főiskola festő szakán tanult, ahol mestere Kokas Ignác volt. 1978–1986 között az Indigo csoport tagja volt. 1981–1982 között a Magyar Képzőművészeti Főiskola murális szakán képezte tovább magát, Klimó Károly tanítványa volt. Ezt követően 1983–1985 között a Magyar Iparművészeti Főiskola animációs film szakán tanult. 1990-ig Böröcz Andrással közösen készített dadaista, intellektuális performanszokat.
Művésznevét László László festő és spiritiszta médium életére utalva vette fel.

## Díjai, elismerései
- 1984–1987: Derkovits-ösztöndíj
- 1984: Canada Council, Visiting Artist
- 1990: Digitart Nemzetközi Computergrafikai Fesztivál, Budapest, II. díj
- 1992: Smohay-díj
- 1993: Meryll-Hart díj, Los Angeles
- 1995–1996: Római Magyar Akadémia ösztöndíja
- 1994–1995: Eötvös-ösztöndíj, San Francisco-New York
- 1996–1997: E.M.A.R.E. ösztöndíj, Werkleitz (D)
- 2018: Munkácsy Mihály-díj

## Kiállításai

### Egyéni kiállítások
- 1984 • László László Révész and András Böröcz, Mercer Union, Toronto
- 1990 • Szent István Király Múzeum, Székesfehérvár
- 1993 • Tudomásulvétel, Palme Ház, Budapest (kat.)
- 1996 • Dialógus XV., Fészek Galéria, Budapest [Pasquale Galantével]
- 1997 • Felsorolás, Dovin Galéria, Budapest (kat.)
- 1999 • Spectacles Societies, Galerie H. Quinque-Wessels, Berlin • Közjáték, Dovin Galéria, Budapest
- 2009 • Fővárosi Képtár, Budapest
- 2010 • Raiffeisen Galéria, Budapest

### Válogatott csoportos kiállítások
- 1985 • Hungarian Arts in Glasgow, Third Eye Centre, Glasgow
- 1986 • Group Show, Ariel Gallery, New York
- 1988 • Vier Muskatieren, Rem, Bécs
- 1990 • Digitart II., Ernst Múzeum, Budapest • The Third Emerging Expression Biennal • The Third Dimension and Beyond, The Bronx Museum of the Arts, New York • Fetè de l’Image, Lille
- 1991 • SVB VOCE, SCCA éves kiállítása, Műcsarnok, Budapest • Beyond Borders, Hungarian Video Art from the late 1980’s, Art Gallery of Ontario, Toronto
- 1992 • 24e Festival International de la Peinture, Chateau-Musée de Cagnes-sur-Mer
- 1993 • Polifónia, SCCA éves kiállítása, Képző- és Iparművészeti Gimnázium, Budapest
- 1994 • VOLT, SCCA éves kiállítása, Csók István Képtár, Székesfehérvár
- 1996 • Pillangóhatás, SCCA éves kiállítása, Műcsarnok, Budapest (CD-ROM)
- 1998 • Paradise Lost, NG, Bratislava • Bel Tempo, G. Municipiale, Trieste
- 2000 • Média Modell. Intermédia – Új képfajták – Interaktív technikák, Műcsarnok, Budapest
- 2001 • 2001 – Science and Fiction, Trafo Galéria, Budapest
- 2002 • Poppies on the Palatinus, Ludwig Múzeum, Budapest • Vision, Műcsarnok , Budapest • Bildbetrachtung, H. Quinque-Wessels, Berlin (D)
- 2003 • Aura, Millenáris, Budapest

## Műve közgyűjteményekben
- Ludwig Múzeum, Budapest
- Lentos Museum, Linz
- Magyar Nemzeti Galéria, Budapest
- Csók István Múzeum, Székesfehérvár
- Munkácsy Múzeum, Békéscsaba
- C3, Budapest
- Petőfi Irodalom Múzeum, Budapest